# 秋月種蔭
秋月 種蔭（あきづき たねかげ）は、江戸時代中期の旗本寄合席。諱は種易、種蔭。通称は主殿。高鍋藩主秋月家分家の旗本寄合席木脇領主秋月家4代目当主。石高は日向国諸県郡、宮崎郡内3,000石。

## 生涯
秋月種輔の次男として誕生。母は松浦信福の娘。幼名は十三郎。
長兄の千之助が早世したため、享保15年（1730年）に父の死を受けて旗本寄合席秋月家の家督を相続した。なお、寛政重修諸家譜では将軍への初御目見年について記載されていない。
享保17年（1732年）刊行の須原屋茂兵衛蔵板武鑑において御寄合衆に「三千石　本所三ツメ　秋月主殿」との記載が見える。また元文4年10月5日（1739年11月5日）から本所深川火事場見廻役（本所深川出火之節見廻役）を勤めた。
寛延4年正月（1751年）に使番となり、同年7月に松平容頌が幼少で藩主となっていた会津藩に国目付として派遣される。翌宝暦2年（1752年）に死去。享年39。法名は紹恵。長男の種武が家督を継いだ。

## 系譜
- 父：秋月種輔（1697-1730）
- 母：松浦信福の娘
- 室：ヤヘ - 秋月種弘の娘
  - 男子：秋月種武（1735-1771）
  - 四男：秋月種穀（1744-1776） - 秋月種武の養子
- 生母不明の子女
  - 女子：
  - 女子：高井忠篤室
  - 男子：秋月種福 - 幸之助
  - 男子：秋月種似 - 保之丞
  - 女子：原田幸省室
  - 女子：蔭山広賢室 - のち水野忠通後室
  - 男子：内田長徳 - 高鍋藩士内田長実の養子